# 대한민국의 리 목록 (타)
다음은 대한민국의 리 목록이다. 이 목록은 법정리 기준으로만 작성되었다.

## 타
| 리명     | 소재지 |
| -------- | --- |
| 탁주리   | 충청북도 보은군 산외면 |
| 탄금리   | 충청북도 보은군 삼승면 |
| 탄도리   | 전라남도 무안군 망운면 |
| 탄동리   | 경기도 포천시 관인면 전라남도 신안군 안좌면 전라남도 신안군 지도읍 |
| 탄방리   | 충청남도 예산군 대흥면 |
| 탄산리   | 경상북도 영주시 문수면 |
| 탄용리   | 충청북도 충주시 대소원면 |
| 탄정리   | 충청남도 청양군 대치면 |
| 탄중리   | 충청남도 예산군 신암면 |
| 탄지리   | 충청북도 제천시 한수면 |
| 탐하리   | 경상남도 창녕군 창녕읍 |
| 탑리     | 충청북도 청주시 청원구 오창읍 전북특별자치도 순창군 인계면 경상북도 예천군 은풍면 경상남도 사천시 축동면 경상남도 하동군 화개면                                         |
| 탑곡리   | 충청남도 공주시 유구읍 충청남도 서산시 음암면 |
| 탑동리   | 강원특별자치도 고성군 간성읍 강원특별자치도 평창군 진부면 |
| 탑리리   | 경상북도 의성군 금성면 |
| 탑산리   | 충청남도 부여군 임천면 |
| 탑연리   | 충청북도 청주시 흥덕구 강내면 |
| 탑원리   | 충청남도 천안시 동남구 병천면 |
| 탑정리   | 충청남도 논산시 부적면 전라남도 구례군 산동면 경상북도 포항시 북구 기북면                                                                                               |
| 탑촌리   | 충청북도 괴산군 불정면 |
| 탑평리   | 충청북도 충주시 중앙탑면 |
| 탑포리   | 경상남도 거제시 남부면 |
| 탑현리   | 강원특별자치도 고성군 간성읍 |
| 탕곡리   | 강원특별자치도 삼척시 가곡면 전북특별자치도 순창군 쌍치면 |
| 태리     | 경기도 김포시 고촌읍 경상북도 안동시 와룡면 |
| 태간리   | 전라남도 영암군 시종면 |
| 태곡리   | 전북특별자치도 정읍시 북면 경상북도 안동시 예안면 경상남도 함안군 칠서면                                                                                                |
| 태관리   | 경상남도 함양군 휴천면 |
| 태기리   | 울산광역시 울주군 언양읍 강원특별자치도 횡성군 둔내면 |
| 태남리   | 전북특별자치도 정읍시 태인면 |
| 태도리   | 전라남도 신안군 흑산면 |
| 태락리   | 충청북도 진천군 문백면 |
| 태룡리   | 경상남도 밀양시 단장면 |
| 태목리   | 전라남도 담양군 대전면 |
| 태백리   | 전라남도 영암군 서호면 |
| 태봉리   | 경기도 가평군 상면 충청남도 서산시 운산면 충청남도 홍성군 구항면 전라남도 무안군 청계면 경상북도 구미시 옥성면 경상북도 상주시 함창읍 경상남도 창원시 마산합포구 진동면 |
| 태부리   | 경상남도 의령군 지정면 |
| 태산리   | 세종특별자치시 장군면 |
| 태생리   | 충청북도 음성군 대소면 |
| 태서리   | 전북특별자치도 정읍시 태인면 |
| 태성리   | 충청북도 괴산군 칠성면 충청북도 청주시 흥덕구 강내면 충청남도 공주시 정안면 충청남도 서천군 시초면 전북특별자치도 익산시 여산면 전북특별자치도 정읍시 태인면            |
| 태양리   | 충청남도 부여군 구룡면 |
| 태월리   | 충청남도 서천군 서천읍 |
| 태자리   | 경상북도 안동시 도산면 |
| 태장리   | 경상북도 안동시 서후면 경상북도 영주시 순흥면 |
| 태창리   | 전북특별자치도 정읍시 태인면 |
| 태천리   | 전라남도 신안군 지도읍 |
| 태평리   | 경기도 여주시 가남읍 충청남도 논산시 강경읍 전북특별자치도 남원시 산동면 전북특별자치도 임실군 성수면 전라남도 곡성군 죽곡면                                            |
| 태하리   | 경상북도 울릉군 서면 |
| 태학리   | 강원특별자치도 홍천군 홍천읍 |
| 태화리   | 경상북도 김천시 봉산면 |
| 태흥리   | 전북특별자치도 정읍시 태인면 제주특별자치도 서귀포시 남원읍 |
| 택리     | 경상남도 합천군 초계면 |
| 택내리   | 전북특별자치도 남원시 금지면 |
| 택전리   | 경상북도 영양군 석보면 경상북도 포항시 남구 연일읍 |
| 토계리   | 충청북도 충주시 살미면 경상북도 안동시 도산면 |
| 토곡리   | 경상북도 영양군 청기면 경상남도 의령군 궁류면 |
| 토교리   | 강원특별자치도 영월군 남면 |
| 토구리   | 경상북도 영양군 청기면 |
| 토마리   | 전라남도 강진군 작천면 |
| 토매리   | 경상북도 의성군 안계면 |
| 토산리   | 강원특별자치도 삼척시 하장면 제주특별자치도 서귀포시 표선면 |
| 토성리   | 강원특별자치도 철원군 갈말읍 충청북도 청주시 청원구 북이면 경상북도 포항시 북구 신광면                                                                                  |
| 토양리   | 충청남도 논산시 은진면 |
| 토일리   | 경상북도 봉화군 상운면 |
| 토정리   | 충청남도 부여군 홍산면 |
| 토진리   | 경기도 평택시 청북읍 |
| 토평리   | 경상북도 청도군 화양읍 |
| 토현리   | 경기도 안성시 대덕면 경상북도 의성군 사곡면 |
| 통구리   | 경기도 연천군 백학면 |
| 통동리   | 충청북도 음성군 맹동면 |
| 통명리   | 경상북도 예천군 예천읍 |
| 통사리   | 전북특별자치도 군산시 개정면 |
| 통삼리   | 경기도 용인시 처인구 남사읍 |
| 통석리   | 전라북도 정읍시 감곡면 |
| 통안리   | 전라남도 장성군 황룡면 |
| 통양리   | 경상남도 사천시 용현면 |
| 통정리   | 충청남도 당진시 석문면 전북특별자치도 부안군 상서면 경상남도 하동군 양보면                                                                                              |
| 통천리   | 울산광역시 울주군 웅촌면 전라남도 담양군 용면 |
| 통현리   | 경기도 연천군 연천읍 |
| 통호리   | 전라남도 해남군 송지면 |
| 퇴강리   | 경상북도 상주시 사벌국면 |
| 퇴계원리 | 경기도 남양주시 퇴계원읍 |
| 퇴곡리   | 강원특별자치도 강릉시 연곡면 |
| 퇴래리   | 경상남도 김해시 한림면 |
| 퇴로리   | 경상남도 밀양시 부북면 |
| 퇴산리   | 경상남도 창녕군 대합면 |
| 퇴천리   | 경상남도 창녕군 창녕읍 |
| 특리     | 경상남도 산청군 금서면 |

## 같이 보기
- 대한민국의 행정 구역 목록